# Ural (region fizycznogeograficzny)
Ural (9; t. Ural i Nowa Ziemia) – megaregion fizycznogeograficzny Europy Wschodniej. 
Megaregion Uralu leży na wschodnim skraju Europy i stanowi jednostkę graniczną z Azją – na wschód od niego rozciąga się Nizina Zachodniosyberyjska. Składa się z pojedynczego, wąskiego, ale długiego łańcucha górskiego Ural oraz ze stanowiących jego geologiczne przedłużenie wysp Wajgacz i Nowa Ziemia na Morzu Arktycznym. Megaregion Uralu rozciąga się od Morza Karskiego na północy po Płaskowyż Turgajski na południu na długości ponad 3000 km. Szerokość megaregionu nie przekracza natomiast 200 km. 
Megaregion niemal w całości leży w Rosji, tylko skraj południowego krańca leży w Kazachstanie. 
Podstawą wyodrębnienia Uralu w osobny megaregion jest po pierwsze jego górski charakter, wyraźnie odmienny od płaskich powierzchni Niżu Wschodnioeuropejskiego i Niziny Zachodniosyberyjskiej, a po drugie odmienność pochodzenia tektonicznego - o ile Niż Wschodnioeuropejski i Nizina Zachodniosyberyjska leżą na wielkich płytach tektonicznych (platformie rosyjskiej i płycie zachodniosyberyjskiej), to Ural i Nowa Ziemia stanowią ciągłą strukturę fałdową wypiętrzoną w orogenezie hercyńskiej. 
Megaregion Uralu dzieli się na prowincje: 
- 91 Nowa Ziemia i Wajgacz
- 92 Ural Polarny
- 93 Ural Północny
- 94 Ural Środkowy
- 95 Ural Południowy